# Miralem Sulejmani
Miralem Sulejmani (Belgrado, 5 de diciembre de 1988) es un futbolista de nacionalidad serbia. Juega de centrocampista y su equipo es el F. K. Železničar Inđija.

## Trayectoria
El primer club de Miralem fue BSK Batajnica, Pero después se trasladó al Partizán de Belgrado. Hizo su primera aparición para el club serbio en la temporada 2005-06. Rápidamente, Sulejmani fue catalogado como el próximo gran talento de Serbia, y el interés no se hizo esperar, especialmente de clubes holandeses como el AZ Alkmaar, FC Groningen y el SC Heerenveen.
El 6 de diciembre de 2006, un día después del cumpleaños de Miralem se anunció que el SC Heerenveen había firmado el joven delantero serbio. Pero llegaron los problemas, primero entre el agente del jugador y el Heerenveen, y luego por una denuncia del Partizan Belgrado a la Federación de Fútbol de Serbia. Fue suspendido por la FIFA hasta mayo de 2007.
A pesar de haber tardado en poder jugar con su nuevo equipo (por problemas entre el club neerlandés, el club serbio y la FIFA), pudo jugar en el equipo juvenil del Heerenveen, hasta que debutó en primer equipo el 13 de mayo de 2006, en una victoria 3-0 contra el Heracles Almelo, en la que él dio 1 asistencia.
Es un jugador de ataque que puede desenvolverse como extremo o como delantero con gran facilidad para el desmarque y mucha agilidad. Posee además un buen regate y buena definición, además de destacar en asistencias.
Sulejmani se convirtió en el mejor anotador del SC Heerenveen con 15 goles en 34 apariciones, jugando en todos los partidos de la Eredivisie y dio ayuda con 10 asistencias de gol.
En el mercado de verano 2008 el Ajax Ámsterdam abonó 16 millones de euros siendo la transferencia más cara de entonces entre clubes neerlandeses.
Ganó el premio del Talento del Año, cuyo premio donó para la construcción de un campo de césped artificial en su ciudad natal.
En 2010/11 logró su mejor registro goleador con 17 goles en la Eredivisie. Sus buenas actuaciones hacen que el Paris Saint-Germain ofrezca 18.5 millones de euros al Ajax Ámsterdam pero este los rechazó. El VFL Wolfsburg equipo que seguía a Miralem desde que estaba en las filas del SC Heerenveen hizo el 7 de agosto de 2010 una oferta interesante de 12 millones de euros, pero el propio jugador dijo: "Quiero quedarme en el AFC Ajax al menos 2 o 3 años más".
En junio de 2013 fue fichado por el S. L. Benfica. Para la temporada 2015-16 se trasladó a Suiza para unirse al B. S. C. Young Boys, donde firmó un contrato de tres años. En la temporada 2017-18 jugó un papel importante en la consecución del título de liga,[cita requerida] el primero después de 32 años de interrupción. 

## Selección nacional
El 6 de febrero de 2008 debutó con la selección serbia de fútbol en el partido de Skopie contra Macedonia. Anteriormente había jugado con las selecciones sub-19 y sub-21 en varias ocasiones. Marcó su primer gol el 12 de septiembre de 2012 en la victoria por 6-1 sobre Gales en Novi Sad. En el siguiente partido amistoso, el 14 de noviembre de 2012, contra Chile, en el que Serbia se impuso por 3-1, estuvo en la alineación inicial y se preparó 1-0 con Lazar Marković. 

## Vida personal
Su familia es de origen kosovar. Se trasladaron a Batajnica, en 1948. Su padre también jugó al fútbol, para OFK Beograd y SGP Poleta. En 2010, conoció a su novia Vesna Mušović. Tuvo un hijo en octubre de 2011.

## Clubes
| Club                    | País                | Año       |
| ----------------------- | ------------------- | --------- |
| Partizán de Belgrado    | Serbia y Montenegro | 2005-2006 |
| S. C. Heerenveen        | Países Bajos        | 2006-2008 |
| Ajax de Ámsterdam       | Países Bajos        | 2008-2013 |
| S. L. Benfica           | Portugal            | 2013-2015 |
| B. S. C. Young Boys     | Suiza               | 2015-2022 |
| F. K. Železničar Inđija | Serbia              | 2024-     |

## Palmarés

### Títulos nacionales
| Título                   | Club                | País         | Año  |
| ------------------------ | ------------------- | ------------ | ---- |
| Copa de los Países Bajos | Ajax de Ámsterdam   | Países Bajos | 2010 |
| Eredivisie               | Ajax de Ámsterdam   | Países Bajos | 2011 |
| Eredivisie               | Ajax de Ámsterdam   | Países Bajos | 2012 |
| Eredivisie               | Ajax de Ámsterdam   | Países Bajos | 2013 |
| Primeira Liga            | S. L. Benfica       | Portugal     | 2014 |
| Copa de la Liga          | S. L. Benfica       | Portugal     | 2014 |
| Copa de Portugal         | S. L. Benfica       | Portugal     | 2014 |
| Supercopa de Portugal    | S. L. Benfica       | Portugal     | 2014 |
| Copa de la Liga          | S. L. Benfica       | Portugal     | 2015 |
| Primeira Liga            | S. L. Benfica       | Portugal     | 2015 |
| Superliga de Suiza       | B. S. C. Young Boys | Suiza        | 2018 |
| Superliga de Suiza       | B. S. C. Young Boys | Suiza        | 2019 |
| Superliga de Suiza       | B. S. C. Young Boys | Suiza        | 2020 |
| Copa de Suiza            | B. S. C. Young Boys | Suiza        | 2020 |
| Superliga de Suiza       | B. S. C. Young Boys | Suiza        | 2021 |

### Distinciones individuales
| Distinción                          | Año  |
| ----------------------------------- | ---- |
| Talento del año en los Países Bajos | 2008 |